# Jay Lethal
Jamar Shipman (né le 21 avril 1985 à Elizabeth, New Jersey) est un catcheur (lutteur professionnel) américain. Il travaille actuellement à la All Elite Wrestling, sous le nom de Jay Lethal.
Il a également travaillé pour la Total Nonstop Action Wrestling (TNA) où il a été sextuple fois champion de la division X de la TNA et champion du monde par équipe de la TNA avec Consequence Creed. Il a également remporté le championnat Pure de la ROH à une reprise, le champion du monde de la ROH et le champion de la télévision, titre qu'il a possédé à deux reprises. Lethal a également participer à plusieurs shows de la ICW et de la NWA en 2019

## Carrière de catcheur

### Débuts (2001-2002)
Alors que Shipman est étudiant en multimédia à l'Union County College (en) il remporte un concours dont le premier prix est six mois d'entraînement au sein de l'école de catch de la Jersey All Pro Wrestling (JAPW). L'école de la JAPW ferme quelques mois plus tard et Shipman rejoint alors l'école de Mikey Whipwreck qui continue à lui enseigner les bases du catch avec Dan Maff. Il fait son premier combat le 26 octobre 2001 à la JAPW où il bat Dixie. C'est dans cette fédération qu'il remporte son premier titre le 13 septembre 2002 et devient champion Télévision de la JAPW après sa victoire sur Ghost Shadow et Rain.

### Ring of Honor (2002-2006)
Lethal débute à la Ring of Honor (ROH) le 28 décembre 2002 au cours de Final Battle. Il perd un match non enregistré face à Homicide.
Il se fait ensuite connaître sous le nom de Hydro et devient un des membres du clan Special K (pt).

### Total Nonstop Action Wrestling (2005-2011)
Lethal débute à la Total Nonstop Action Wrestling le 17 décembre 2005 lors d'un épisode de TNA Impact! où il perd contre le champion TNA X Division Samoa Joe. Il fait sa première apparition lors d'un pay-per-view le 12 février 2006 à TNA Against All Odds où il bat Matt Bentley, Alex Shelley et Petey Williams lors d'un match four way.
Le 18 février 2006 lors d'un épisode de TNA Impact!, Lethal bat Roderick Strong et Shannon Moore et se qualifie dans la Team États-Unis. Afin de rendre hommage à Randy Savage, il se fait appeler le Blackmachismo. Lors de No Surrender 2007, il bat Kurt Angle et remporte le TNA X Division Championship pour la deuxième fois.
À Bound for Glory IV il gagne son match dans un Steel Asylum match
À TNA Lockdown, dans un match en cage, il ne gagne pas ce titre car c'est Suicide qui le conserve. À Slammiversary Seven, un King Of The Moutain est organisé pour le titre mais Suicide conserve sa ceinture.
Il a formé une équipe avec Consequences Creed à la TNA. Lors de l'édition spéciale d'Impact du 4 janvier 2010 il participe avec son coéquipier à un match Lethal Lockdown qui finira en no contest après que Homicide ait agressé les autres participants avec une batte de baseball.

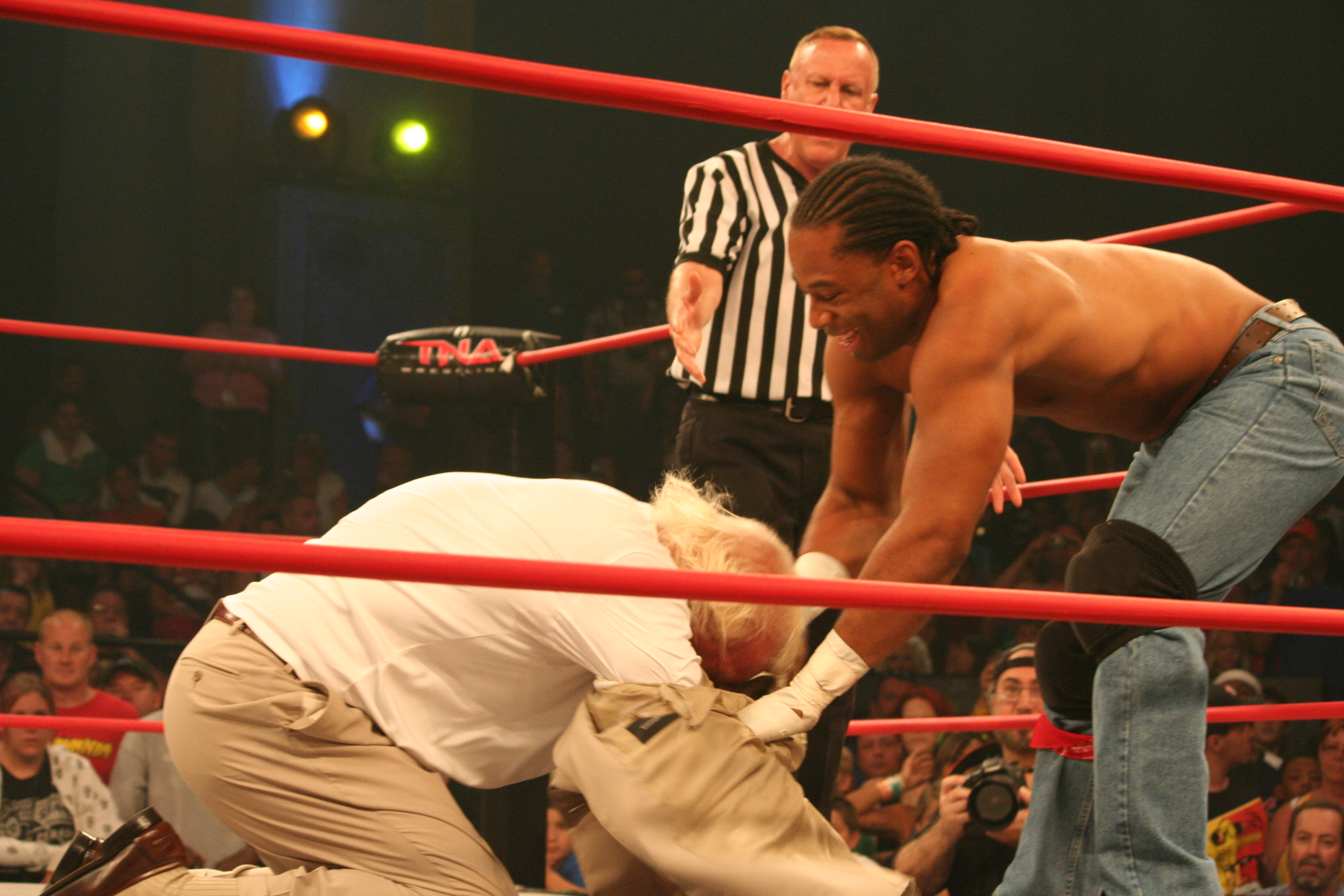
Jay Lethal durant sa rivalité avec Ric Flair en 2010.

Lethal revient à la TNA en mai 2010 avec une nouvelle gimmick, il imite désormais Ric Flair. Il entame dès lors une rivalité contre ce dernier et ses alliés, notamment A.J. Styles qu'il bat à Slammiversary VIII. Lors de Victory Road, il affronte Ric Flair et gagne avec une figure four leglock. Le 6 septembre 2010, lors des enregistrements de la TNA du 16 septembre, il bat Douglas Williams pour ainsi devenir X-Division Champion pour la 4e fois de sa carrière. Le 23 septembre 2010, lors d'un House Show de la TNA, il perd son titre au profit de Amazing Red.
Le 26 septembre 2010 lors d'un House Show, il regagne le titre de la X-Division en battant Amazing Red.
À Bound for Glory 2010, il conserve son titre en faisant un tombé sur Douglas Williams, mais se fait attaquer à la fin du match par Robbie E et Cookie qui lui disent qu'il fait honte au New Jersey. Lors de l'édition d'Impact du 27 octobre il perd un match contre Robie E après que Cookie lui est aspergé les yeux de crème bronzante. Le 7 novembre lors de TNA Turning Point il perd son titre contre Robbie E après une intervention de Cookie. Lors de l'Impact du 18 novembre, il perd avec Velvet Sky et the Motor City Machine Guns contre Robbie E. Cookie et Generation Me. Lors de Final Resolution 2010, il perd contre Robbie E et ne remporte pas le titre. Le 7 décembre 2010, lors des enregistrements d'TNA Impact! du 16 décembre 2010, il affronte une nouvelle fois Robbie E pour le titre de la X Division, mais cette fois il gagne et remporte donc le X Division Championship, et ce pour la 6e fois de sa carrière. Il conserve ce titre jusqu'au PPV Genesis, où il perd contre Kazarian. Lors de Lockdown, il perd contre Max Buck dans un X Division Xscape Match qui comprenée aussi Jeremy Buck, Robbie E, Chris Sabin, Brian Kendrick, Suicide et Amazing Red et ne devient pas challenger no 1 au TNA X Division Championship. Jay Lethal est officialement retiré du roster de la TNA le 21 avril 2011.

### Ring Of Honor (2011-2021)

#### Retour et ROH TV Champion (2011-2014)

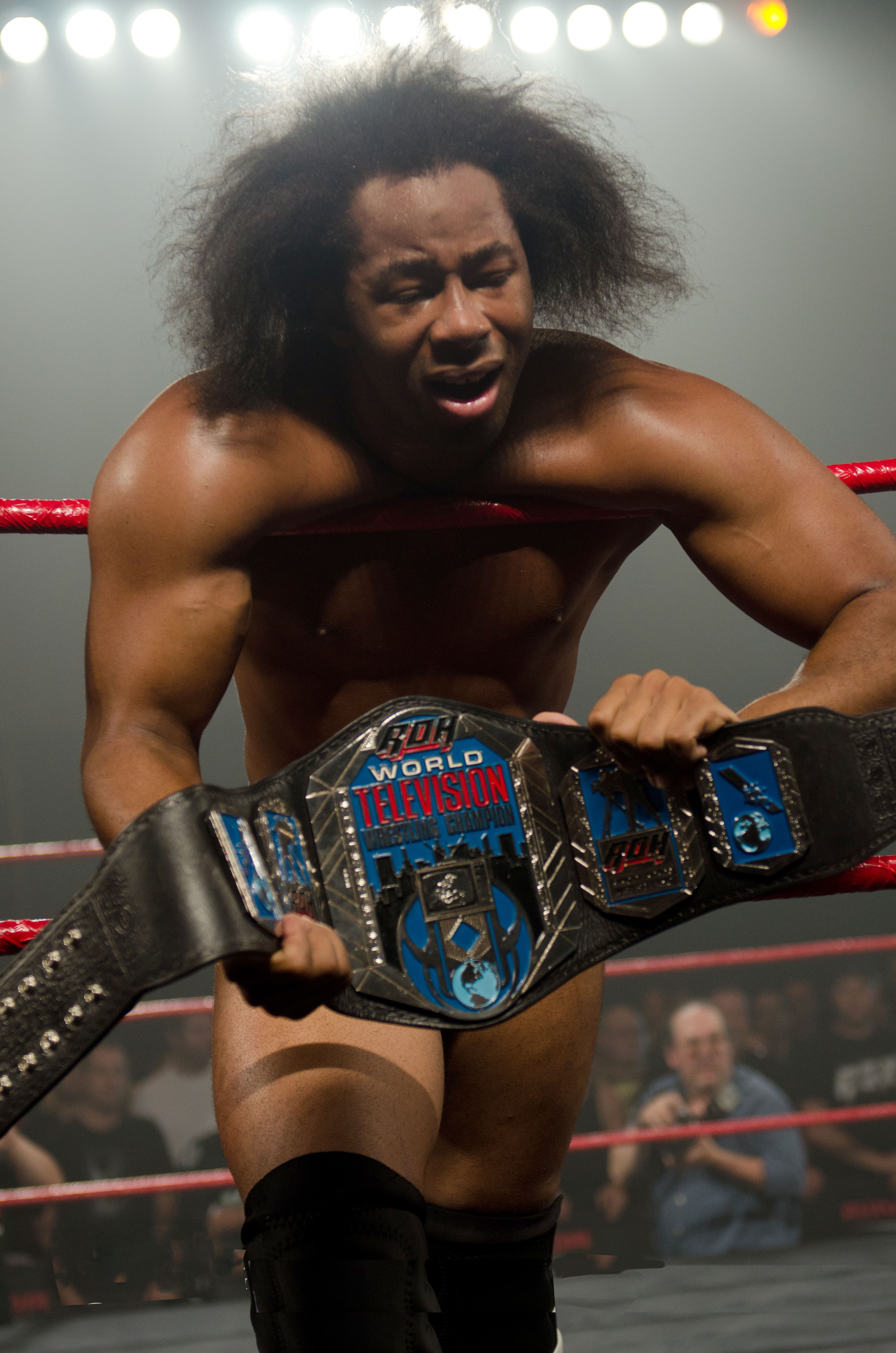
Jay Lethal avec le ROH World Television Championship en 2011.

Un communiqué de presse annonce qu'il apparaitra au prochain Pay-Per-View « Best in the World » le 26 juin 2011. Lors de Best in the World, il bat Mike Bennett. Le 13 août, il bat El Generico et remporte le ROH World Television Championship. Lors de Death Before Dishonor, lui et Homicide perdent contre Tommaso Ciampa et Rhyno. Lors du TV Tapings du 5 novembre, il affronte El Generico dans un match qui se finit en No Contest et conserve donc son titre. Lors de Survival of the Fittest, lui et Davey Richards perdent contre la WGTT. Lors de Glory by Honor, il bat Roderick Strong dans un Proving Ground Match. Lors de Final Battle, il bat El Generico et Mike Bennett pour conserver son titre. Lors de 10th Anniversary, il affronte Tomasso Ciampa dans un match qui se finit en No Contest lui permettant de conserver sa ceinture. Lors de Unity, Adam Cole, TJ Perkins et lui perdent contre The Colony dans un Lucha Libre Rules Match. Lors de Border Wars, il bat Tommaso Ciampa. Lors de Showdown in the Sun (2012), il perd son titre au profit de Roderick Strong.
Lors de Best In The World, il perd contre Roderick Strong et ne remporte pas le ROH Television Championship dans un match qui comprenait aussi Tommaso Ciampa. Lors de Boiling Point, il bat Tommaso Ciampa dans un 2 out of 3 Falls Match. Lors de 11th Anniversary, il perd contre Kevin Steen et ne remporte pas le ROH World Championship. Lors de Supercard Of Honor VII, il perd contre Michael Elgin et ne devient pas challenger no 1 au ROH World Championship. Lors de Border Wars 2013, Michael Elgin et lui perdent contre SCUM (Cliff Compton et Jimmy Jacobs). Lors de Death Before Dishonor XI, il bat Silas Young. Le 8 février 2014, il perd contre Kevin Steen, Tommaso Ciampa et Michael Elgin et ne devient pas challenger pour le titre mondial. Le 21 février, lors de 12th Anniversary Show, il perd contre A.J. Styles.

#### The House of Truth, second titre de la télévision et titre mondial (2014-2015)
Lors de Supercard of Honor VIII, il bat Tommaso Ciampa dans un 2 out of 3 Falls match avec l'aide de Truth Martini et remporte à nouveau le ROH World Television Championship. Il effectue donc un heel-turn. Le lendemain, il bat Alex Koslov par DQ à la suite d'une intervention de Matt Taven. Le 19 avril, lors de Second to None, il conserve son titre contre Cheeseburger. À la fin du match, Tommaso Ciampa et Matt Taven interviennent ; un match de championnat pour le ROH World Television Championship est annoncé entre ces trois lutteurs. Plus tard dans la soirée, Lethal attaque Ciampa avant le début du match, Taven intervient ensuite et met à terre Lethal mais Truth Martini intervient à son tour en attaquant Taven. Il conserve son titre à Global Wars (2014) en battant Tommaso Ciampa, Matt Taven et Silas Young. Le 7 juin, il perd contre Matt Taven déguisé en The Romantic Touch[réf. nécessaire] Le 22 juin, à Best in the World (2014), il conserve son titre contre Matt Taven. Le 18 juillet, il conserve son titre contre The Romantic Touch. Plus tard dans la soirée, il fait équipe avec Adam Cole et perdent contre Christopher Daniels et Frankie Kazarian. Le 15 août, il conserve son titre contre Matt Taven dans un match en cage. Le 15 novembre, il conserve son titre contre R.D. Evans et stoppe la streak de Evans. Le 7 décembre, lors de Final Battle (2014), il conserve son titre contre Matt Sydal. Lors de 13th Anniversary Show, il conserve son titre contre Alberto El Patron. Lors de Global Wars (2015), il conserve son titre contre Tetsuya Naitō.
Lors de Best in The World 2015, il bat Jay Briscoe et remporte le ROH World Championship, match où sa ceinture de la télévision était également en jeu. Il conserve ses ceintures de la télévision et de champion du monde de la ROH en battant respectivement Bobby Fish puis Kyle O'Reilly le 18 septembre lors de All Star Extravaganza VII. Le 23 octobre, il perd son titre de la télévision contre Roderick Strong, mettant fin ainsi à 567 jours de règne.
Lors de Final Battle 2015, il conserve son titre contre A.J. Styles. Lors de Wrestle Kingdom 10, il conserve son titre contre Michael Elgin. Lors d'un événement de la Revolution Pro Wrestling, il conserve son titre contre Mark Haskins. Lors de ROH Honor Rising: Japan 2016 - Tag 2, il conserve son titre contre Tomoaki Honma. Après le match, Lethal et Truth Martini rejoignent le groupe "Los Ingobernables de Japón" de Tetsuya Naitō. Lors de 14th Anniversary Show, il conserve son titre contre Adam Cole et Kyle O'Reilly.Le lendemain, il conserve son titre contre Hirooki Goto. Le 12 mars 2016, il conserve son titre contre Matt Sydal. Le 14 août, il conserve son titre contre Satoshi Kojima. Lors de Death Before Dishonor XIV, il perd son titre contre Adam Cole.
Lors de Power Struggle, il perd contre Tetsuya Naitō et ne remporte pas le IWGP Intercontinental Championship. Lors de Manhattan Mayhem VI, lui et The Briscoe Brothers perdent contre Bullet Club (Cody, Frankie Kazarian et Hangman Page). Lors de la tournée G1 Special in USA, il participe au tournoi pour déterminer le premier IWGP United States Heavyweight Champion, il bat Hangman Page lors du premier tour mais est éliminé à la suite de sa défaite contre Kenny Omega en Demi-finale,.

#### ROH World Champion (2018-2019)
Le 23 mai 2018, il bat Punishment Martinez. Le 23 juillet lors de ROH Wrestling (enregistré le 21 juin), il remporte le ROH World Championship en battant Matt Taven, Cody et Dalton Castle. Le 16 août lors de ROH Re-United, il bat Adam Brooks. Le 19 août lors de ROH Honor Re-United Day 3, il conserve son titre en battant Mark Haskins. Le 28 septembre lors de ROH Death Before Dishonor, il bat Will Ospreay et conserve son titre. Le 12 octobre lors de Glory By Honor XVI - Night 1, il conserve son titre en battant Silas Young.
Le 28 octobre lors du deuxième jour du Chris Jericho's Rock N Wrestling Rager At Sea, il remporte un four corner survival en battant Matt Taven, Frankie Kazarian et Kenny King. Le lendemain lors du troisième jour, il perd avec Cheeseburger contre The Addiction au cours d'un four corner survival tag team match impliquant aussi Rhett Titus & Will Ferrara et Beer City Cruiser & Silas Young. Le 30 octobre lors du quatrième jour, il conserve le ROH World Championship contre Scorpio Sky. Le 4 novembre lors de Survival of the Fittest 2018, il gagne avec Jeff Cobb contre The Addiction. Le 11 novembre lors du quatrième jour de ROH/NJPW Global Wars 2018, il conserve le championnat mondial de la ROH en battant Kenny King. Lors de ROH Final Battle 2018, il conserve son titre en battant Cody par soumission. 
Le 13 janvier 2019 lors de Honor Reigns Supreme 2019, il conserve son titre en battant Dalton Castle. Le 25 janvier lors de ROH Road to G1 Supercard - Day 2, il conserve son titre en battant Vinny Marseglia. Le 6 avril lors de G1 Supercard, il perd son titre au cours d'un triple threat ladder match impliquant Marty Scurll et Matt Taven au profit de ce dernier. 

#### ROH World Tag Team Champion et The Foundation (2019-2021)
Lors de Final Battle 2019,  Jonathan Gresham battent The Briscoe Brothers (Jay Briscoe et Mark Briscoe) et remportent les ROH World Tag Team Championship. Ce dernier titre fait de Jay Lethal le 3ème ROH Grand Slam Champion de l'histoire de la Ring of Honor.
Le 28 novembre 2020, Lethal et Gresham forment un clan appelé The Foundation avec Tracy Williams et Rhett Titus. Lors de Final Battle 2020, ils conservent leurs titres contre PCO et Mark Briscoe. Le 26 février, ils perdent les titres contre La Facción Ingobernable (Dragon Lee et Kenny King).

### Family Wrestling Entertainment
Le 25 février 2012, il bat Damien Darling et remporte le FWE Tri-Borough Championship. Le 24 mars il perd le titre contre Damien Darling mais plus tard ce même jour il remporte le FWE Rumble et plus tard dans la soirée il bat Eric Young et remporte le FWE Heavyweight Championship.
Lors de Dysfunctional Family, il bat Carlito et Tommy Dreamer dans un Extreme Rules Match et conserve son FWE Championship. Lors de FWE X, il perd contre Tommy Dreamer dans un Elimination Match qui comprenait aussi Brian Kendrick et Carlito et perd son titre.

### ALL IN (2018)
Le 1er septembre 2018 lors du show ALL IN, il conserve le ROH World Championship en battant Flip Gordon.

### All Elite Wrestling (2021-...)
Le 13 novembre 2021 à Full Gear, il fait ses débuts à la All Elite Wrestling en défiant Sammy Guevara dans un match pour le titre TNT de la AEW. Le jour même, il signe officiellement avec la compagnie. Le 17 novembre à Dynamite, il dispute son premier match avec la fédération, mais ne remporte pas le titre TNT de la AEW, battu par The Spanish God.
Le 13 avril 2022 à Dynamite, il effectue un Heel Turn en s'alliant officiellement avec Sonjay Dutt et Satnam Singh, puis en attaquant Samoa Joe après sa victoire sur Minoru Suzuki pour le titre mondial Television de la ROH.
Le 19 novembre à Full Gear, Jeff Jarrett et lui perdent face à Sting et Darby Allin.
Le 5 mars 2023 à Revolution, ils ne remportent pas les titres mondiaux par équipe de la AEW, battus par les Gunns dans un Fatal 4-Way Tag Team match, qui inclut également les Acclaimed, Danhausen et Orange Cassidy. 
Le 28 mai à Double or Nothing, ils ne remportent pas, une nouvelle fois, les titres mondiaux par équipe de la AEW, battus par FTR (Cash Wheeler et Dax Harwood).
Le 3 septembre lors du pré-show à All Out, Satnam Singh et eux ne remportent pas les titres mondiaux Trios de la AEW, battus par les Acclaimed. 
Le 18 novembre lors du pré-show à Full Gear, il ne remporte pas le titre mondial de la ROH, battu par Eddie Kingston.

## Vie privée
Shipman a été en couple avec la catcheuse April Mendez, plus connu sous le nom de AJ Lee.

## Palmarès

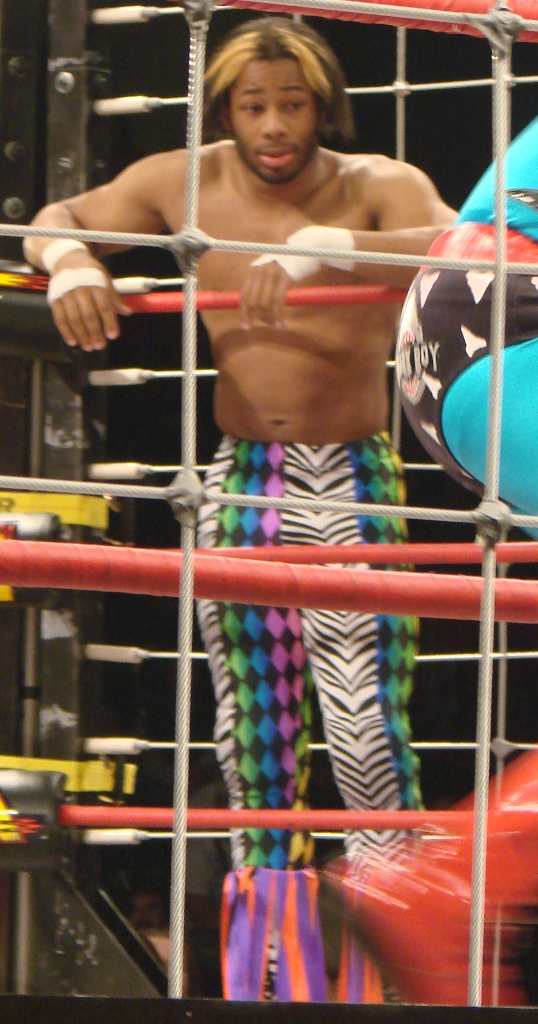
Jay Lethal lors de TNA Lockdown 2007.

- American Championship Entertainment
  - 1 fois ACE Tag Team Champion avec Mo Sexton

- American Wrestling Alliance
  - 1 fois AWA Heavyweight Champion
  - 1 fois AWA Light Heavyweight Champion
  - 1 fois AWA Tag Team Champion

- Big Time Wrestling
  - 1 fois BTW Heavyweight Champion

- Champion Wrestling Association Puerto Rico
  - 1 fois CWA Heavyweight Championship (actuel)[71]

- Family Wrestling Entertainment
  - 1 fois FWE Heavyweight Champion
  - 1 fois FWE Tri-Borough Champion
  - FWE Rumble (2012)

- International High Powered Wrestling
  - 1 fois IHPW Diamond Division Champion
  - 1 fois IHPW United States Heavyweight Champion

- Jersey All Pro Wrestling
  - 1 fois JAPW Heavyweight Champion
  - 1 fois JAPW Light Heavyweight Champion
  - 1 fois JAPW Television Champion
  - 1 fois JAPW Tag Team Champion avec Azriael
  - Jersey City Rumble (2009)

- Jersey Championship Wrestling
  - 1 fois JCW J-Cup Champion
  - 1 fois JCW Light Heavyweight Champion
  - 1 fois JCW Television Champion
  - Jersey J-Cup (2003)

- Millennium Wrestling Federation
  - 1 fois MWF Television Champion

- National Wrestling Superstars
  - WSU/NWS King and Queen of the Ring (2009) avec Miss April

- Politically Incorrect Wrestling
  - 1 fois PIW World Champion

- Pro-Wrestling ELITE
  - 1 fois PWE Interstate Champion

- Ring of Honor
  - 2 fois ROH World Champion
  - 2 fois ROH World Television Champion
  - 1 fois ROH Pure Champion
  - 1 fois ROH World Tag Team Champion avec Jonathan Gresham
  - Honor Rumble (2011)
  - Survival of the Fittest (2012)
  - 3e ROH Triple Crown Champion
  - 3e ROH Grand Slam Champion

- Total Nonstop Action Wrestling
  - 6 fois TNA X Division Champion
  - 1 fois TNA World Tag Team Champion avec Consequences Creed
  - TNA World X Cup (2006) (avec Chris Sabin, Sonjay Dutt et Alex Shelley)
  - X Division Wrestler of the Year (2007)
  - Feast or Fired (2008 – TNA World Tag Team Championship contrat)

- United Wrestling Coalition
  - 1 fois UWC United States Champion

- Unreal Championship Wrestling
  - 1 fois UCW United States Heavyweight Champion
  - 1 fois UCW World Heavyweight Champion

- Wrestlezone Scotland
  - 1 fois Wrestlezone Tag Team Champion avec Scotty Swift

## Récompenses de magazines
- Pro Wrestling Illustrated

| Année | 2005 | 2006 | 2007 | 2008 | 2009 | 2010 | 2011 | 2012 | 2013 | 2014 | 2015 | 2016 | 2017 | 2018 | 2019 | 2020 | 2021 | 2022 | 2023 |
| ----- | ---- | ---- | ---- | ---- | ---- | ---- | ---- | ---- | ---- | ---- | ---- | ---- | ---- | ---- | ---- | ---- | ---- | ---- | ---- |
| Rang  | 218  | 170  | 95   | 27   | 83   | 134  | 118  | 39   | 44   | 35   | 17   | 5    | 52   | 48   | 16   | 86   | 110  | 155  | 101  |

- Wrestling Observer Newsletter awards
  - Worst Worked Match of the Year (2006) TNA Reverse Battle Royal à TNA Impact!